# 청람학술상
청람학술상은 한국경제학회에서 만 45세 이하 회원을 대상으로 논문 게재 저널 수준, 논문연구 대상, 인용빈도 등을 고려해 가장 연구 성과가 뛰어난 경제학자에게 시상하는 상이며 매년 학회의 학술대회에서 시상한다.

## 역대 수상자
- 1983년 : 김수용 (서강대) 거시경제학
- 1984년 : 수상자 없음
- 1985년 : 윤창호 (고려대) 미시경제학
- 1986년 : 이영선 (한림대) 거시경제학/국제무역
- 1987년 : 박세일 (서울대) 노동/법
- 1988년 : 표학길 (서울대) 김인철 (성균관대) 국제경제
- 1989년 : 이영훈 (서울대)[1] 김균 (고려대) 경제사
- 1990년 : 윤건영 (현 국회의원) 재정
- 1991년 : 배형 (동국대) 미시수리
- 1992년 : 서승환[2] (연세대) 도시경제
- 1993년 : 전영섭 (서울대) 재정
- 1994년 : 김창진 (고려대) 박준용 (성균관대) 계량경제학
- 1995년 : 최인 (국민대) 계량경제학
- 1996년 : 이종화 (고려대) 거시경제학
- 1997년 : 박기성 (성신여대) 노동
- 1998년 : 전병헌 (고려대) 미시경제학
- 1999년 : 백경환 (성균관대)[3] 노동
- 2000년 : 황윤재 (이화여대) 계량경제학
- 2001년 : 신관호 (고려대) 거시경제학, 이인호 (서울대) 미시경제학[4]
- 2002년 : 박만섭 (고려대) 정치경제학
- 2003년 : 김재영 (서울대)[5] 계량경제학
- 2004년 : 이 근 (서울대) 발전체제
- 2005년 : 김병연 (서강대)[6] 발전체제
- 2006년 : 김소영 (고려대) 국제금융, 이철희 (서울대) 경제사 및 학사
- 2007년 : 서병선 (숭실대) 계량경제학
- 2008년 : 이 영 (한양대) 재정경제학
- 2009년 : 이철인 (서울대) 노동
- 2010년 : 전현배 (서강대) 응용미시
- 2011년 : 김우찬 (KDI국제정책대학원) 금융경제, 조진서 (연세대) 계량경제
- 2012년 : 김선빈 (연세대) 거시경제, 한치록 (고려대) 계량경제
- 2013년 : 이석배 (서울대) 계량경제
- 2014년 : 성태윤 (연세대)[7] 국제경제
- 2015년 : 이지홍 (서울대) 미시경제
- 2016년 : 최승주 (서울대) 행동 및 실험경제학
- 2023년 : 이승훈 (연세대) 국제경제